# (9341) Gracekelly
(9341) Gracekelly ist ein Asteroid des Hauptgürtels, der am 2. August 1991 von dem belgischen Astronomen Eric Walter Elst am La-Silla-Observatorium der Europäischen Südsternwarte in Chile (IAU-Code 809) entdeckt wurde.
Der Asteroid wurde am 20. November 2002 nach der US-amerikanischen Filmschauspielerin Grace Kelly (1929–1982) benannt, die 1955 den Oscar als beste Hauptdarstellerin für das Filmdrama Ein Mädchen vom Lande gewann und 1956 ihre Filmkarriere beendete, um Fürst Rainier III. von Monaco zu heiraten.